# Partido de União Nacional (Estados Unidos)
O Partido de União Nacional (National Union Party) foi um partido político dos Estados Unidos de 1864 a 1868. Foi uma aliança entre membros do Partido Republicano que apoiaram a incumbência do presidente Abraham Lincoln e Democratas do Norte (mais alguns Sulistas anti-Confederados, como Andrew Johnson) durante e após a Guerra Civil. Foi por este partido com o qual Lincoln assumiu a presidência em 4 de março de 1861. Ao ser assassinado no início de seu segundo mandato, seu vice-presidente, Johnson, que também fazia parte da União Nacional, liderou o país, completando assim, o mandato do ex-presidente.
Vindo a se extinguir em 1868, o Partido União Nacional não foi mais o partido do presidente no último ano dele, tendo 'assumido' o Partido Democrata, outro partido no qual Johnson também pertencia.